# Brazo de Orión

Mapa esquemático de la Vía Láctea. El brazo de Orión aparece señalado en marrón y el punto amarillo señala la posición del sistema solar.

El brazo de Orión o brazo local es un brazo espiral de nuestra galaxia, la Vía Láctea, donde se encuentra el sistema solar y la Tierra. Su nombre se debe a su proximidad a la constelación de Orión, entre el brazo de Sagitario y el brazo de Perseo, los dos más grandes de nuestra galaxia. Nuestro sistema solar se encuentra cercano al borde interno de la Burbuja Local, aproximadamente a 8000 pársecs (25 000 años luz) del centro galáctico.
Aunque habitualmente se lo considera un brazo espiral menor, investigaciones presentadas a mediados de 2013 sugieren que puede ser una estructura de bastante entidad, bien siendo un segmento del brazo de Perseo o incluso independiente de este.

## Objetos
El brazo de Orión cuenta con un gran número de objetos del catálogo Messier
- M6, Cúmulo de la Mariposa;
- M7, Cúmulo abierto;
- M23, cúmulo abierto;
- M25, cúmulo abierto;
- M27, la nebulosa Dumbbell;
- M29, cúmulo abierto;
- M34, cúmulo abierto;
- M39, cúmulo abierto;
- M40, estrella doble;
- M41, cúmulo abierto;
- M42, la nebulosa de Orión

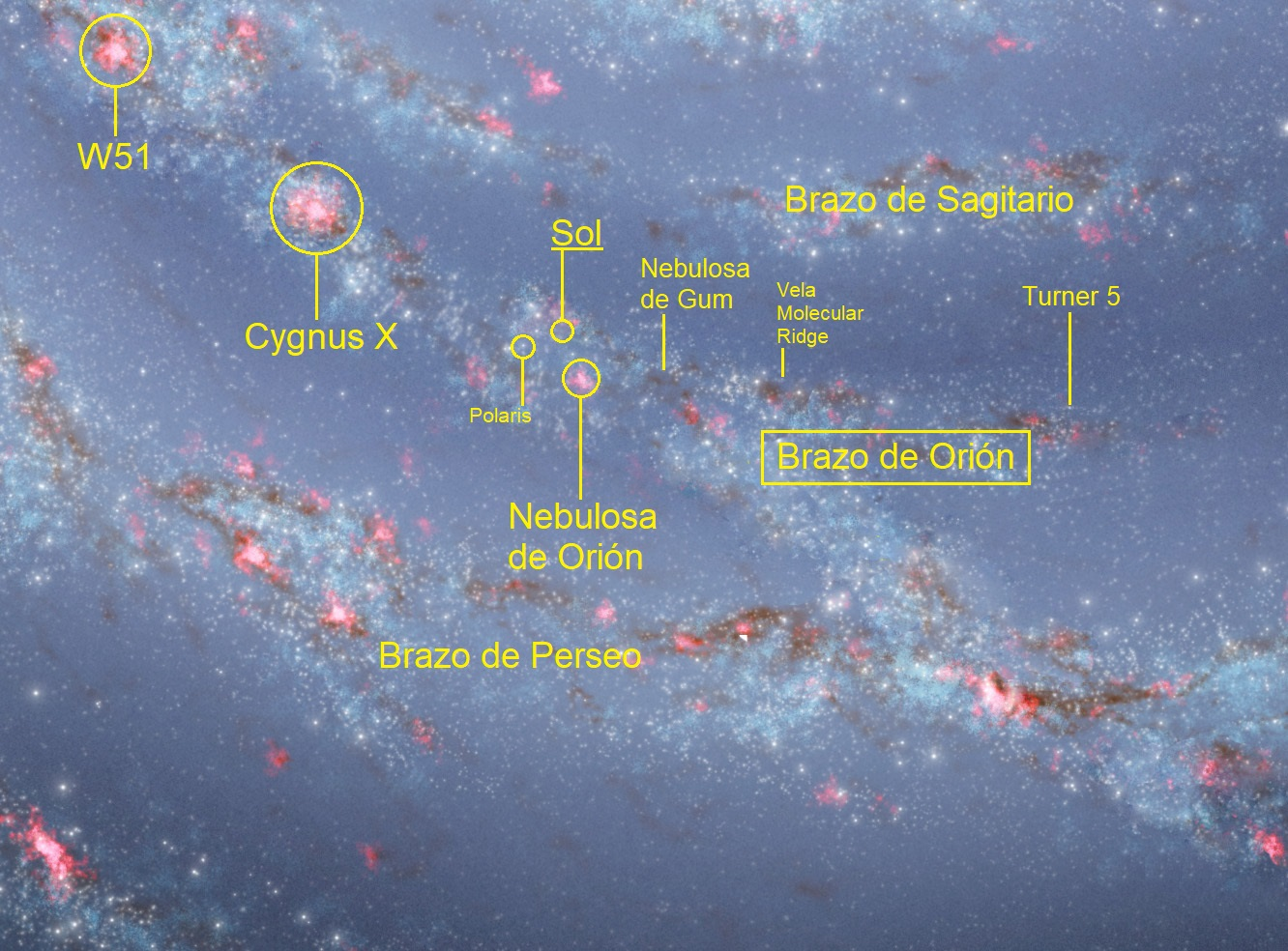

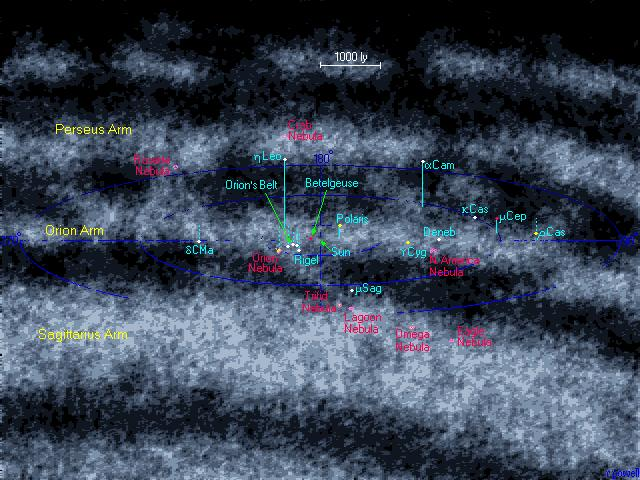
Reconstrucción del brazo de Orión con la posición de algunos objetos (en inglés).

- M43, parte de la nebulosa de Orión;
- M44, cúmulo del pesebre;
- M45, Pléyades;
- M46, cúmulo abierto;
- M47, cúmulo abierto;
- M48, cúmulo abierto;
- M50, cúmulo abierto;
- M57, la nebulosa del Anillo;
- M67, cúmulo abierto;
- M73, asterismo;
- M76, pequeña nebulosa Dumbbell;
- M78, nebulosa difusa;
- M93, cúmulo abierto;
- M97, nebulosa del Búho;
- NGC 2237, la nebulosa Roseta.